# Joan Benham
Joan Benham (Londen, 17 mei 1918 – Aldaar, 13 juni 1981) was een Brits actrice die het best bekend werd door haar rol als Lady Prudence Fairfax in 16 afleveringen in de befaamde serie Upstairs, Downstairs.
Ofschoon Benham vaak televisierollen speelde, begon haar loopbaan aan het West End theatre in de jaren 1940 en zij bleef het toneel trouw. Ze was ook in het Broadway theatre als Helena te zien in de herhaling in 1954 van William Shakespeares A Midsummer Night's Dream tegenover Patrick Macnee als Demetrius.
Ook in deze televisieprogramma's trad zij op: Doctor in the House, Doctor in Charge, Father Brown, The Duchess of Duke Street, Doctor on the Go, Just William en Take My Wife. Haar filmrollen waren in de Miss Marple film Murder Ahoy! (1964), Ladies Who Do (1963), Perfect Friday (1970), en Carry On Emmannuelle (1978). Haar laatste rol was als Melinda Spry in Terry and June. Deze aflevering The Lawnmower, werd uitgezonden op 13 november 1981, exact vijf maanden na haar overlijden op 63-jarige leeftijd in City of Westminster, Londen.

## Geselecteerde filmografie
- The Man Who Loved Redheads (1955)
- King's Rhapsody (1955)
- Dry Rot (1956)
- The Crowning Touch (1959)
- The Bridal Path (1959)
- Desert Mice (1959)
- Ladies Who Do (1963)
- The Wild Affair (1963)
- Murder Ahoy! (1964)
- Arthur! Arthur! (1969)
- The Magic Christian (1969)
- Perfect Friday (1970)
- Rosie Dixon - Night Nurse (1978)
- Carry On Emmannuelle (1978)